# 藤本純季
藤本 純季（ふじもと じゅんき、1989年3月23日 - ）は、熊本県天草郡苓北町出身（大阪府生まれ）の元ハンドボール選手。現役時代は2011年から2025年までの14年間、日本ハンドボールリーグのブレイヴキングス刈谷（旧トヨタ車体BRAVE KINGS）でプレーしたフランチャイズ・プレイヤー。

## 経歴
2011年に日本ハンドボールリーグのトヨタ車体へ加入。
2015-16年シーズンは初のベストセブンに選出。プレーオフ決勝では大崎電気に敗れたものの、個人では両チーム最多の8得点を挙げ、殊勲選手賞に選ばれた。
2016年には第21回ヒロシマ国際ハンドボール大会の日本代表に選出。
2016-17年シーズンは2年連続でベストセブンに選出された。
2017-18年シーズンはリーグ9位のフィールド得点を記録。シュート率はリーグトップの.733を記録し、3年連続となるベストセブン賞を受賞した。

## 詳細情報
2021年5月26日
マイウェイ
オリジナルソングリリース
2023年8月30日
yell
2度目のオリジナルソングリリース

### 年度別成績
| 年       | チーム     | 試合 | フィールド 得点 | 率   | 7m    | 合計    | 警告 | 退場 | 失格 |
| -------- | ---------- | ---- | --------------- | ---- | ----- | ------- | ---- | ---- | ---- |
| 2011-12  | トヨタ車体 | 14   | 23/37           | .622 | 0/0   | 23/37   | 0    | 2    | 0    |
| 2012-13  | トヨタ車体 | 16   | 55/88           | .625 | 2/3   | 57/91   | 0    | 0    | 0    |
| 2013-14  | トヨタ車体 | 16   | 38/59           | .644 | 15/19 | 53/78   | 1    | 0    | 0    |
| 2014-15  | トヨタ車体 | 12   | 49/69           | .710 | 6/6   | 55/75   | 1    | 0    | 0    |
| 2015-16  | トヨタ車体 | 16   | 67/100          | .670 | 19/24 | 86/124  | 0    | 1    | 0    |
| 2016-17  | トヨタ車体 | 16   | 60/86           | .698 | 13/16 | 73/102  | 4    | 1    | 0    |
| 2017-18  | トヨタ車体 | 24   | 96/131          | .733 | 0/0   | 96/131  | 2    | 4    | 0    |
| 2018-19  | トヨタ車体 | 21   | 66/93           | .710 | 2/2   | 68/95   | 4    | 1    | 0    |
| JHL：8年 | JHL：8年   | 135  | 454/663         | .685 | 57/70 | 511/733 | 12   | 9    | 0    |

- 各年度の太字はリーグ最高

### タイトル・表彰

#### 日本ハンドボールリーグ
- 殊勲選手賞：1回 (2015年)
- ベストセブン賞：3回 (2015年・2016年・2017年)
- シュート率賞：1回 (2017年)

### 記録

#### 日本ハンドボールリーグ
- 通算400得点：2017年11月3日、対トヨタ紡織九州戦（五島市中央公園市民体育館）[10]
- 50試合連続得点：2017年12月3日、対大同特殊鋼戦（知立市福祉体育館）[10]
- 通算500得点：2019年2月23日、対トヨタ紡織九州戦（北陸電力福井体育館フレア）[11]
- 通算得点 773点

### 背番号
- 7 (2011年 - 2025年)